# Heinrich Hart
Heinrich Hart, né le 30 décembre 1855 à Wesel et mort le 11 juin 1906 à Tecklembourg (Westphalie), est un auteur de littérature naturaliste et critique dramatique. Il était le frère de Julius Hart.

## Biographie
Henry Hart poursuit ses études secondaires au lycée Saint-Paul de Münster.